# Levente

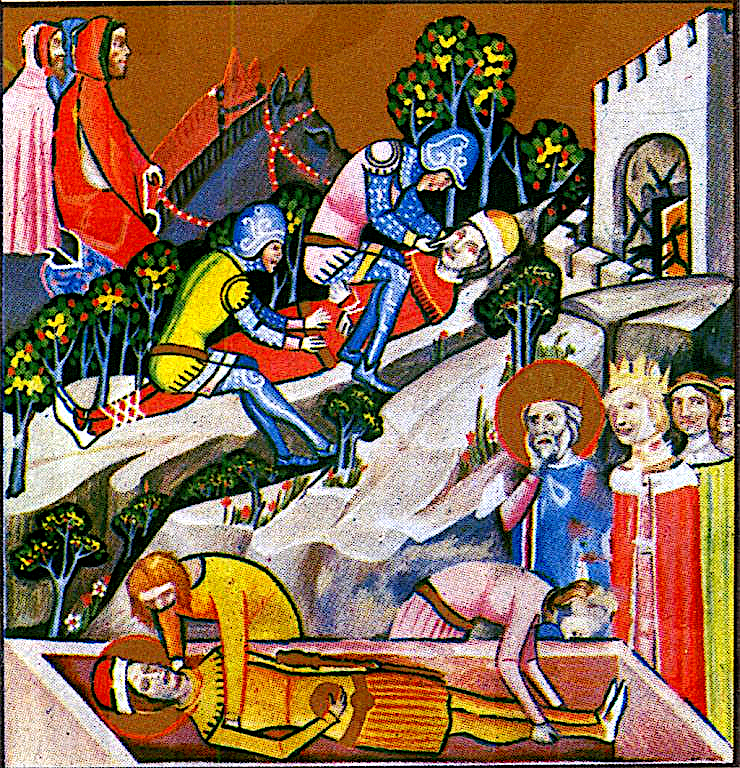
A cegueira de Basílio (acima), como descrito na Crônica Iluminada

Levente (entre 1010/1015 – 1047) foi membro da casa de Arpades, neto do grão-príncipe Taxis. Foi expulso da Hungria em 1031/32, e passou muitos anos na Boêmia, Polônia e Quieve. Em 1046, retornou a Hungria, onde uma revolta pagã estava sendo organizada. Ele permaneceu um pagão devoto, mas não dificultou a eleição como rei de seu irmão cristão, André I.

## Vida

### Infância
Crônicas húngaros preservaram informação contraditória sobre seu parentesco. Segundo uma variante, Levente e seus dois irmãos – André e Bela – foram "os filhos de Ladislau, o Calvo" e sua "esposa da Rutênia" que pertencia a Rússia de Quieve. Por outro lado, uma tradição concorrente preservou que eram filhos do irmão de Ladislau, "Basílio com alguma garota do clã" de Tatony. Estudiosos modernos concordam que o último relato é mais plausível e escrevem que Levente nasceu da relação de Basílio com sua concubina do clã Tátony. Contudo, os historiadores ainda debate se Levente foi o filho mais novo ou mais velho. Kristó, que diz que Levente foi o filho mais velho de Basílio, escreve que ele nasceu entre 1010/1015.

### Exílio e retorno
Os irmãos deixaram a Hungria após seu pai ser cegado em 1031/1032. Eles primeiro assentaram na Boêmia, de onde partiram em 1034 no máximo, segundo a Crônica Iluminada porque "sua condição de vida foi pobre e ruim", e mudaram-se à corte do rei Miecislau II. O mais jovem entre eles, Béla, assentou lá, enquanto Levente e André mudaram-se para Quieve. André foi batizado em Quieve, mas Levente permaneceu um pagão devoto.
Insatisfeitos com Pedro Orseolo, que sucedeu Estêvão I, os senhores húngaros persuadiram Levente e André a retornaram a Hungria em 1046. No meio tempo, uma grande revolta pagã eclodiu na Hungria. Os rebeldes capturaram o rei Pedro. Os senhores húngaros e prelados preferiam um monarca cristão e ofereceram a coroa para André. A Crônica Iluminada alega que Levente "acima de qualquer dúvida teria corrompido toda a Hungria com o paganismo e idolatria". Contudo, a mesma crônica também escreve que Levente uma coroa, na "simplicidade do espírito", para André, sugerindo que Levente voluntariamente renunciou a coroa em favor de seu irmão. Levente morreu em 1047 e foi sepultado numa vila sobre o Danúbio que foi nomeado em honra a seu bisavô, Taxis, que "se dizia ficava num túmulo pagão".